# Suō no Naishi
Œuvres principales
Suō no Naishi-shū (周防内侍集)
Suō no Naishi (周防内侍, 1037 - 1109) est une poétesse et courtisane japonaise de la fin de l'époque de Heian. Son père est Taira no Munenaka et sa mère Minamoto no Masamoto. Son nom de naissance est Taira no Chūshi (平仲子).
Elle est servante à la cour durant le règne des empereurs Go-Reizei, Go-Sanjō, Shirakawa et Horikawa. Elle tombe malade en 1108 et décide de se faire nonne bouddhiste avant de mourir peu de temps après (certaines sources donnent 1111).
Elle participe régulièrement à des utaawase (concours de poésie waka). Quelques-uns de ses poèmes waka sont inclus dans l'anthologie Goshūi Wakashū et d'autres dans le Hyakunin Isshu.; sa collection personnelle de poèmes s'intitule Suō no Naishi-shū (周防内侍集). Elle fait partie de la liste des trente-six poétesses immortelles. 

## Source
- Peter McMillan (2008) One hundred poets, one poem each: a translation of the Ogura Hyakunin Isshu. New York: Columbia University Press.  (ISBN 978-0-231-14398-1)